# Isle of Man TT 1958
Isle of Man TT 1958 je bila prva dirka motociklističnega prvenstva v sezoni 1958. Potekala je na dirkališču Isle of Man.

## Razred 500 cm³
| Poz | Dirkač        | Država              | Moštvo    | Hitrost   | Čas       | Točke |
| --- | ------------- | ------------------- | --------- | --------- | --------- | ----- |
| 1   | John Surtees  | Združeno kraljestvo | MV Agusta | 98.63 mph | 2:38.49.8 | 8     |
| 2   | Bob Anderson  | Združeno kraljestvo | Norton    | 95.40 mph | 2:46.06.0 | 6     |
| 3   | Bob Brown     | Avstralija          | Norton    | 95.24 mph | 2:46.22.2 | 4     |
| 4   | Derek Minter  | Združeno kraljestvo | Norton    | 94.86 mph | 2:47.03.2 | 3     |
| 5   | Dave Chadwick | Združeno kraljestvo | Norton    | 94.74 mph | 2:47.15.4 | 2     |
| 6   | John Anderson | Združeno kraljestvo | Norton    | 94.34 mph | 2:47.58.8 | 1     |

## Razred 350 cm³
| Poz | Dirkač         | Država              | Moštvo    | Hitrost   | Čas       | Točke |
| --- | -------------- | ------------------- | --------- | --------- | --------- | ----- |
| 1   | John Surtees   | Združeno kraljestvo | MV Agusta | 93.97 mph | 2:48.38.4 | 8     |
| 2   | Dave Chadwick  | Združeno kraljestvo | Norton    | 91.68 mph | 2:52.50.6 | 6     |
| 3   | Geoff Tanner   | Združeno kraljestvo | Norton    | 91.54 mph | 2:53.06.4 | 4     |
| 4   | Terry Shepherd | Združeno kraljestvo | Norton    | 91.54 mph | 2:53.06.6 | 3     |
| 5   | George Catlin  | Združeno kraljestvo | Norton    | 90.86 mph | 2:54.24.8 | 2     |
| 6   | Alistair King  | Združeno kraljestvo | Norton    | 90.83 mph | 2:54.24.4 | 1     |

## Razred 250 cm³
| Poz | Dirkač            | Država              | Moštvo    | Hitrost   | Čas        | Točke |
| --- | ----------------- | ------------------- | --------- | --------- | ---------- | ----- |
| 1   | Tarquinio Provini | Italija             | MV Agusta | 76.89 mph | 1:24.12.0  | 8     |
| 2   | Carlo Ubbiali     | Italija             | MV Agusta | 76.77 mph | 1:24.20.2  | 6     |
| 3   | Mike Hailwood     | Združeno kraljestvo | NSU       | 74.30 mph | 1:27.07.08 | 4     |
| 4   | Bob Brown         | Avstralija          | NSU       | 73.72 mph | 1:27.48.8  | 3     |
| 5   | Dieter Falk       | Nemčija             | Adler     | 73.70 mph | 1:27.50.04 | 2     |
| 6   | Sammy Miller      | Združeno kraljestvo | CZ        | 72.63 mph | 1:29.08.8  | 1     |

## Razred 125 cm³
| Poz | Dirkač        | Država              | Moštvo    | Hitrost   | Čas       | Točke |
| --- | ------------- | ------------------- | --------- | --------- | --------- | ----- |
| 1   | Carlo Ubbiali | Italija             | MV Agusta | 72.86 mph | 1:28.51.2 | 8     |
| 2   | Romolo Ferri  | Italija             | Ducati    | 72.68 mph | 1:29.04.0 | 6     |
| 3   | Dave Chadwick | Združeno kraljestvo | Ducati    | 71.56 mph | 1:30.27.8 | 4     |
| 4   | Sammy Miller  | Združeno kraljestvo | Ducati    | 70.43 mph | 1:35.55.2 | 3     |
| 5   | Ernst Degner  | Nemčija             | MZ        | 69.28 mph | 1:33.27.0 | 2     |
| 6   | Heinz Rosner  | Nemčija             | MZ        | 69.07 mph | 1:33.43.8 | 1     |